# Cardioderma cor
Cardioderma cor là một loài động vật có vú trong họ Dơi ma, bộ Dơi. Loài này được Peters mô tả năm 1872.